# Jörgen Welp
Jörgen Welp (* 1963) ist ein deutscher studierter Klassischer Archäologe, der mit Publikationen zur oldenburgischen Geschichte hervortritt.
Welp wuchs im niedersächsischen Oldenburg auf und besuchte bis zum Abitur 1983 die katholische Liebfrauenschule Oldenburg. Danach studierte er Klassische Archäologie, Alte Geschichte und Vor-/Ur- und Frühgeschichte an den Universitäten in Tübingen und Heidelberg. 1997 wurde er an der Universität Heidelberg  mit der Dissertation Thronos. Untersuchungen zu sitzenden Göttern und Königen in der griechischen Kunst und Kultur des 6. und 5. Jhs. v. Chr. promoviert.
Er ist Mitarbeiter (Archäologie, Kulturgeschichte, Öffentlichkeitsarbeit) der Oldenburgischen Landschaft und dort vor allem in den Bereichen Gästeführerfortbildung und Kulturtourismus tätig. Im Sommersemester 2016 hatte er einen Lehrauftrag für Religionskunde / Mythologie am Fachbereich Musik der Hochschule für Künste Bremen. Welp ist ferner Mitglied des „Arbeitskreises Archäologie in Weser-Ems“ der Gesellschaft für Denkmalpflege in Niedersachsen.
Welp ist Autor mehrerer Aufsätze im Oldenburger Jahrbuch. Der Innsbrucker Rechtshistoriker Gerhard Köbler hält das Werk "Die Gerichtsbarkeit wird ausgeübt durch Amtsgerichte, …". 150 Jahre Amtsgerichte im Oldenburger Land in einer Rezension für die Zeitschrift der Savigny-Stiftung für Rechtsgeschichte, trotz fehlenden Registers, für „eindrucksvoll“.

## Schriften (Auswahl)
- mit Manfred Furchert: Oldenburgisches Wappenbuch. Hrsg. von der Oldenburgischen Landschaft, 2 Bände, Isensee, Oldenburg 2003/13.

- Band 1: Die Wappen der Landkreise, Städte und Gemeinden des Oldenburger Landes (= Veröffentlichungen der Oldenburgischen Landschaft. Bd. 7). 2003, ISBN 3-89995-050-X.
- Band 2: Historische Wappen und Flaggen des Oldenburger Landes von der Grafenzeit bis zum Freistaat (= Veröffentlichungen der Oldenburgischen Landschaft. Bd. 15). 2013, ISBN 978-3-89995-991-8.

- (Red.): Dem Wohle Oldenburgs gewidmet: Aspekte kulturellen und sozialen Wirkens des Hauses Oldenburg, 1773–1918 (= Veröffentlichungen der Oldenburgischen Landschaft. Bd. 9). Hrsg. von der Oldenburgischen Landschaft, Isensee, Oldenburg 2004, ISBN 3-89995-142-5.
- (Red.): Herzog Peter Friedrich Ludwig (1755–1829) zum 250. Geburtstag (= Veröffentlichungen der Oldenburgischen Landschaft. Bd. 11). Hrsg. von der Oldenburgischen Landschaft, Isensee, Oldenburg 2006, ISBN 978-3-89995-380-0.
- (Red.): "Sehr zweckmäßig": Navigationsschule, Seefahrtschule, Fachbereich Seefahrt in Elsfleth, 1832–2007. Hrsg. von der Oldenburgischen Landschaft und den Freunden der Seefahrtschule Elsfleth, Isensee, Oldenburg 2007, ISBN 978-3-89995-455-5.
- (Red.): "Die Gerichtsbarkeit wird ausgeübt durch Amtsgerichte, …". 150 Jahre Amtsgerichte im Oldenburger Land (= Veröffentlichungen der Oldenburgischen Landschaft. Bd. 13). Hrsg. von der Oldenburgischen Landschaft, Isensee, Oldenburg 2008, ISBN 978-3-89995-513-2.
- (Red.): Blickwechsel: Festschrift für Ewald Gäßler. Hrsg. von der Oldenburgische Landschaft und dem Museumsverband Niedersachsen und Bremen, Isensee, Oldenburg 2010, ISBN 978-3-89995-705-1.
- mit Marco Sagurna: Oldenburg. Mitteldeutscher Verlag, Halle (Saale) 2013, ISBN 978-3-95462-012-8.